# Drago Gabrić
Drago Gabrić (ur. 27 września 1986 w Splicie) – piłkarz chorwacki grający na pozycji bocznego pomocnika. Od 2019 roku piłkarz Zagora Unešić. Jego ojciec, Tonči, także był piłkarzem.

## Kariera klubowa
Karierę piłkarską Gabrić rozpoczął w klubie Hajduk Split. Początkowo nie przebił się jednak do składu pierwszej drużyny i w 2004 roku został wypożyczony do NK Omiš. Następnie w kolejnym roku ponownie był wypożyczany, tym razem do drugoligowych NK Solin i NK Novalja. Latem 2006 roku wrócił do Hajduka, a 19 września 2006 zadebiutował w pierwszej lidze chorwackiej w wygranym 3:1 domowym meczu z Varteksem Varaždin. Z kolei 17 marca 2007, także w meczu z Varteksem (2:0), strzelił pierwszego gola w lidze. Z Hajdukiem dwukrotnie wywalczył wicemistrzostwo kraju w latach 2007 i 2009.
Latem 2009 roku Chorwat został piłkarzem tureckiego Trabzonsporu. W nim po raz pierwszy wystąpił 23 sierpnia 2009 w spotkaniu z Vestelem Manisaspor, w którym padł Trabzonspor przegrał 0:1. Latem 2010 roku Gabrić został wypożyczony do innego klubu z pierwszej ligi, MKE Ankaragücü. Swój debiut w nim zanotował 18 września w meczu z Kasımpaşą SK (3:0).
| Sezon   | Klub           | Kraj      | Rozgrywki | Mecze | Bramki |
| ------- | -------------- | --------- | --------- | ----- | ------ |
| 2004/05 | Hajduk Split   | Chorwacja | 1. HNL    | 0     | 0      |
| 2004/05 | NK Omiš        | Chorwacja | 3. HNL    | ?     | ?      |
| 2005/06 | NK Solin       | Chorwacja | 2. HNL    | 16    | 3      |
| 2005/06 | NK Novalja     | Chorwacja | 2. HNL    | 9     | 1      |
| 2006/07 | Hajduk Split   | Chorwacja | 1. HNL    | 17    | 3      |
| 2007/08 | Hajduk Split   | Chorwacja | 1. HNL    | 23    | 2      |
| 2008/09 | Hajduk Split   | Chorwacja | 1. HNL    | 30    | 8      |
| 2009/10 | Hajduk Split   | Chorwacja | 1. HNL    | 2     | 0      |
| 2009/10 | Trabzonspor    | Turcja    | Süper Lig | 25    | 4      |
| 2010/11 | MKE Ankaragücü | Turcja    | Süper Lig | 22    | 4      |
| 2011/12 | Hajduk Split   | Chorwacja | 1. HNL    | 10    | 1      |
| 2012/13 | HNK Rijeka     | Chorwacja | 1. HNL    | 12    | 0      |
| 2013/14 | NK Domžale     | Słowenia  | 1. SNL    | 13    | 1      |

## Kariera reprezentacyjna
W reprezentacji Chorwacji Gabrić zadebiutował 14 listopada 2009 roku w wygranym 5:0 towarzyskim spotkaniu z Liechtensteinem. W 2010 roku grał w barwach Chorwacji jedynie w meczach towarzyskich.
| Mecze i gole w reprezentacji | Mecze i gole w reprezentacji | Mecze i gole w reprezentacji      | Mecze i gole w reprezentacji | Mecze i gole w reprezentacji | Mecze i gole w reprezentacji | Mecze i gole w reprezentacji |
| #                            | Data                         | Stadion                           | Rywal                        | Wynik                        | Gol                          | Rozgrywki                    |
| 2009                         | 2009                         | 2009                              | 2009                         | 2009                         | 2009                         | 2009                         |
| ---------------------------- | ---------------------------- | --------------------------------- | ---------------------------- | ---------------------------- | ---------------------------- | ---------------------------- |
| 1.                           | 14.11.2009                   | Vinkovci, Chorwacja               | Liechtenstein                | 5:0                          | 0                            | towarzyski                   |
| 2010                         |                              |                                   |                              |                              |                              |                              |
| 2.                           | 03.03.2010                   | Bruksela, Belgia                  | Belgia                       | 1:0                          | 0                            | towarzyski                   |
| 3.                           | 19.05.2010                   | Klagenfurt am Wörthersee, Austria | Austria                      | 1:0                          | 0                            | towarzyski                   |
| 4.                           | 23.05.2010                   | Osijek, Chorwacja                 | Walia                        | 2:0                          | 1                            | towarzyski                   |
| 5.                           | 26.05.2010                   | Tallinn, Estonia                  | Estonia                      | 0:0                          | 0                            | towarzyski                   |